# Wekiwa (agrume)
Hybride
Parent  A  de l'hybridation 
  tangelo Sampson 
×

'Parent  B  de l'hybridation 
  Citrus paradisi 

Classification phylogénétique
Wekiwa est un agrume, double hybride de tangelo (pamplemousse x mandarine) réhybridé avec un pamplemoussier (C. paradisi). Strictement c'est un tangelolo. Il résulte des hybridations de Swingle début XXe siècle, il est toujours diffusé mais le fruit précoce est rarement commercialisé quoiqu'intéressant.

## Dénomination
Wekiva River aussi Wekiwa est une rivière de Floride, affluent du fleuve Saint John qui coule au nord est d'Orlando. R. Cottin (2002) écrit Wakiwa. Tangelolo est la contraction de Tangerine x pomelo x pomelo - Swingle qui donne le terme écrit qu'on le nomme communément tangelo.
Le tangelo 'Sampson' est le croisement d'un pamplemousse (C. paradisi) avec la tangerine 'Dancy' obtenu par Swingle en 1897.
Citrus paradisi Macfad. x (Citrus reticulata Blanco x Citrus paradisi Macfad.) (sensu Swingle & Reece 1967). Citrus paradisi Macfad. x Citrus x tangelo J.W. Ingram & H.E. Moore (sensu Tanaka sec. Cottin 2002; sec. NPGS/GRIN 2010).

## Histoire
A Eustis en 1908, à la demande Swingle, F. W. Savage pollinise un pamplemoussier (C. paradisi) avec du pollen du tangelo 'Sampson'. En 1918, un des semis fructifie et donne un fruit de la taille d'une orange à la pulpe partiellement rosée au contact des parois et des membranes. La récolte se fait début novembre, soit beaucoup plus tôt que les fruits des parents. L'écorce jaune dénuée d'amertume est comestible (Swingle pensait qu'un tel fruit donnerait une bonne confiture, sans amertume). Swingle décide de mettre ce fuit en culture - il ne le nomme pas. La primo description par Swingle et Robinson date de 1921: A new tangelo, the origin of pink-fleshed Citrus fruit by hybridization. Journal of Heredity, Vol. 12, Issue 4, avril 1921, pp. 151–153. Le nom de wekiwa n'y figure toujours pas. La plante est décrite comme ressemblant à 'Sampson' mais moins vigoureux, avec un fruit petit, sucré, à chair rose, différent de celui des deux parents.

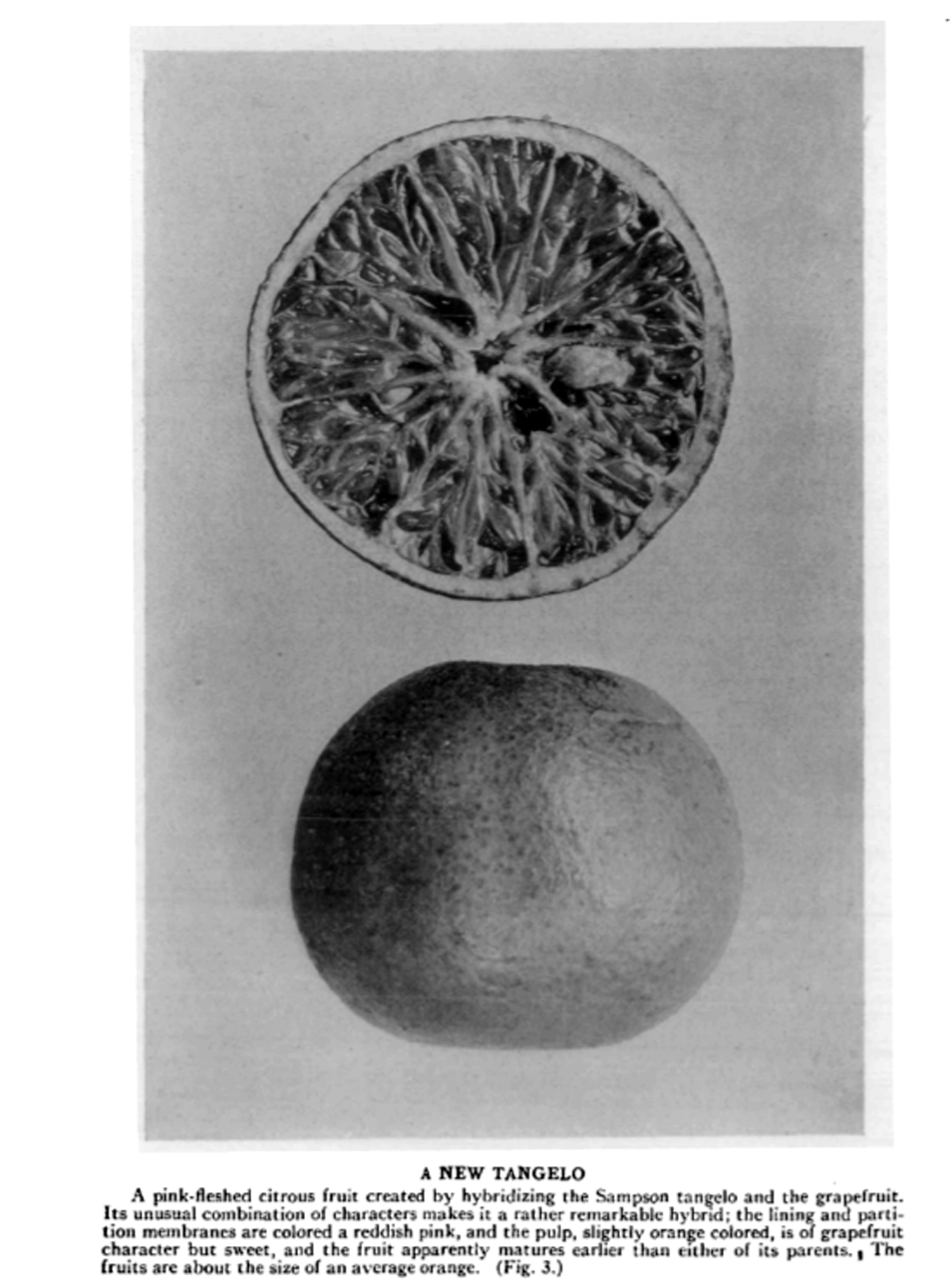
Un nouveau tangelo est décrit par Swingle et Robinson en 1921. Il prendra plus tard le nom de 'Wekiwa'.

Tangelo Wekiwa figure dans le Yearbook of agriculture 1937 avec 1931 pour année d'entrée dans les collection et pour description : «Rétrocroisement d'hybrides sur la variété parentale». Il est représenté dans la Circulaire n°181 de l'USDA (1931) avec illustration en noir et blanc.Il est classé dans les tangelo (Pink Tangelo) par le Standardized Plant Names (1942).
Il est introduit en Algérie en 1941 (stations de Boufarik) puis greffé sur bigaradier. En 1957, P. Frézal signale sa sensibilité à la xyloporose (cachexie), H. Chapot le donne comme plante indicatrice de cette pathologie (1957 - Maroc). En 1997, il est mentionné peu diffusé aux USA.

## Description

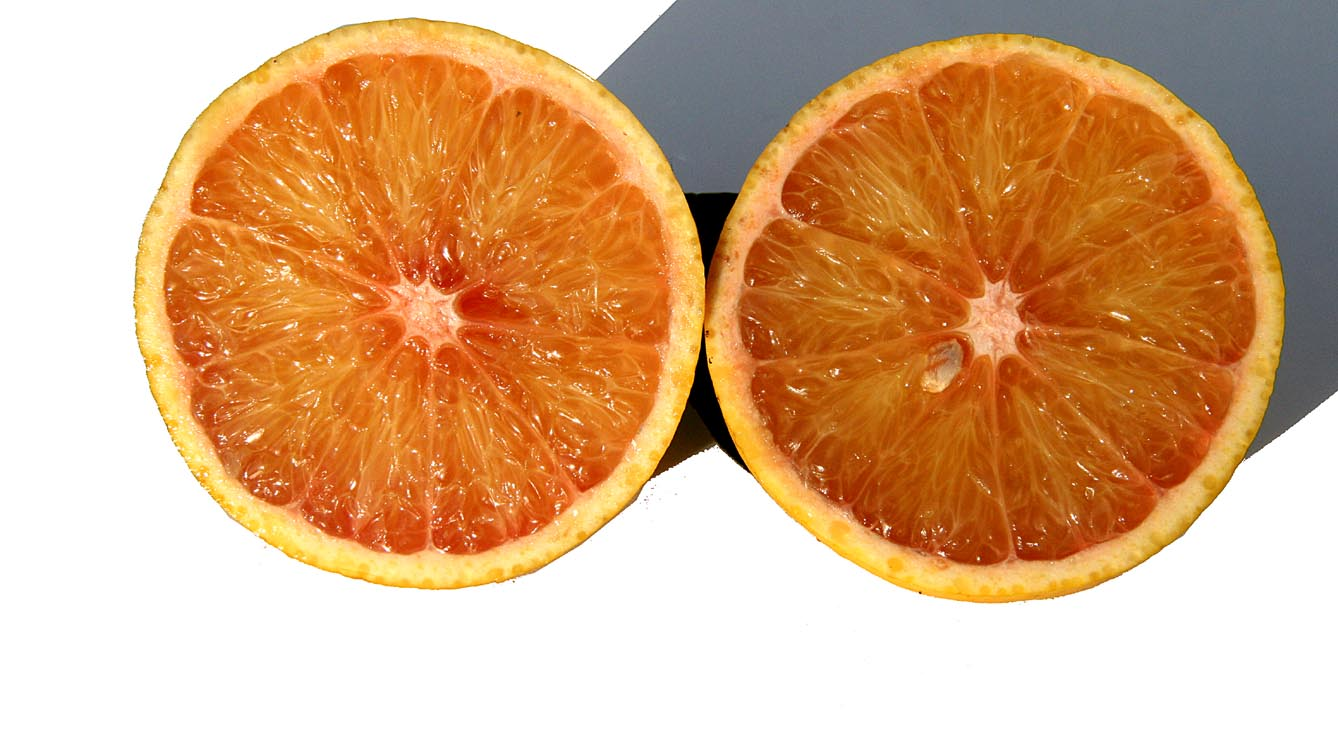
Wekiwa en coupe avec 1 graine

Petit arbre de 2 à 3 m, productif, beaucoup plus nain que les C. paradisi. La maturité du fruit est précoce (novembre, décembre). Le fruit a peu de graines, il est sphérique avec écorce jaune, ferme, lisse et assez adhérente. La pulpe est tendre, juteuse à saveur douce et légèrement acide, le goût est épicé et sucré proche de 'Star Ruby', il ressemble à un petit C. paradis rosé.
La reproduction fidèle par graine est possible. Le cultivar est largement diffusé, y compris au Canada pour le marché des amateurs. La commercialisation est confidentielle. Fin XXe siècle Bill Fujimoto a œuvré pour son utilisation dans la cuisine fusion californienne, il est considéré comme un agrume de luxe de chaque côté de l'Atlantique.

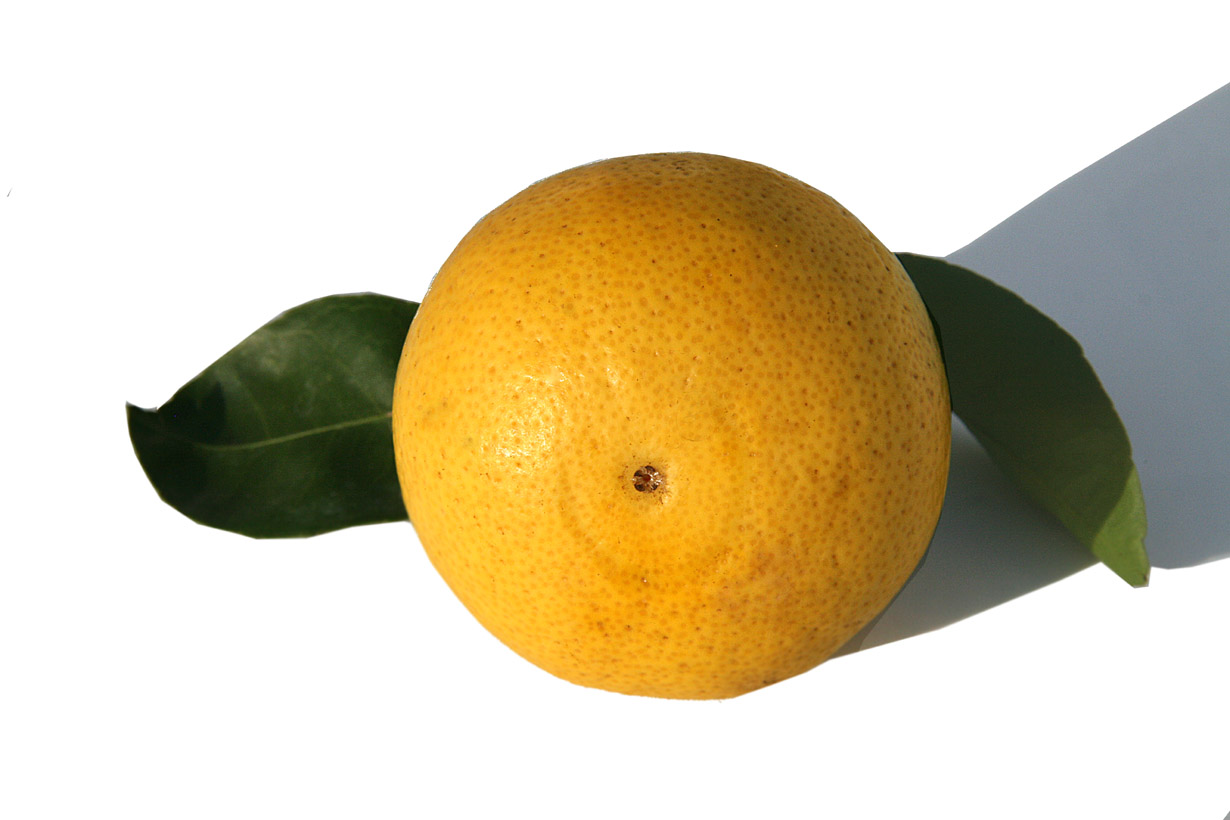
Aréole typique de wekiwa

### Composition
L'amine prédominante des pamplemousses et pomelos, la synéphrine, est absente chez wekiwa. Le niveau de vitamine C (96 μg/·mL−1) est intermédiaire entre clémentine (16 μg/·mL−1) et pamplemousse (250 μg/·mL−1); le niveau d'acide citrique est faible (11 μg/·mL−1).